# 720p
720p — сокращённое общее название одного из форматов видео высокого разрешения (HDTV). Число 720 означает 720 горизонтальных строк экранного разрешения, а буква «p» означает  прогрессивную развёртку. 
При трансляции 60 кадров в секунду 720p обеспечивает высочайшее качество в пределах стандарта ATSC. Благодаря прогрессивной развёртке уменьшается необходимость в фильтрации изображения и компенсации мерцания, что в свою очередь приближает 720p по чёткости отображения мельчайших деталей до стандарта 1080p.

## Краткие спецификации
720p имеет широкоэкранные пропорции 16:9, с вертикальным разрешением 720 пикселей и горизонтальным разрешением 1280 пикселей, общей суммой — 921600 пикселей. Частота кадров в секунду (в данном случае равна частоте обновления) может указываться сразу после буквы «p» в герцах. Стандарт предусматривает пять различных скоростей обновления изображения: 24, 25, 30, 50 и 60 Гц (или кадров/с). Страны, традиционно использующие стандарты PAL и SECAM, будут транслировать изображение со скоростью 25 и  кадров/с, а страны, которые используют NTSC (страны Северной и Южной Америки, Южная Корея, Япония, Филиппины и другие) — 24 для кинофильмов и 60 для высококачественной трансляции. Все вышеуказанные варианты могут транслироваться в пределах стандартов ATSC или DVB.